# Грінвуд (округ Тейлор, Вісконсин)
Грінвуд (англ. Greenwood) — місто (англ. town) в США, в окрузі Тейлор штату Вісконсин. Населення — 621 особа (2020).

## Демографія
Згідно з переписом 2010 року, у місті мешкало 638 осіб у 274 домогосподарствах у складі 193 родин. Було 380 помешкань
Расовий склад населення:
| - 99,1 % — білих - 0,3 % — корінних американців - 0,2 % — вихідців з тихоокеанських островів - 0,2 % — азіатів |

До двох чи більше рас належало 0,3 %. Частка іспаномовних становила 0,8 % від усіх жителів.
За віковим діапазоном населення розподілялося таким чином: 19,3 % — особи молодші 18 років, 62,5 % — особи у віці 18—64 років, 18,2 % — особи у віці 65 років та старші. Медіана віку мешканця становила 46,6 року. На 100 осіб жіночої статі у місті припадало 122,3 чоловіків;  на 100 жінок у віці від 18 років та старших — 120,1 чоловіків також старших 18 років.
Середній дохід на одне домашнє господарство  становив 70 545 доларів США (медіана — 51 316), а середній дохід на одну сім'ю — 81 834 долари (медіана — 60 962). Медіана доходів становила 35 750 доларів для чоловіків та 33 125 доларів для жінок. За межею бідності перебувало 3,7 % осіб, у тому числі 4,2 % дітей у віці до 18 років та 8,3 % осіб у віці 65 років та старших.
Цивільне працевлаштоване населення становило 366 осіб. Основні галузі зайнятості: виробництво — 28,1 %, освіта, охорона здоров'я та соціальна допомога — 19,7 %, сільське господарство, лісництво, риболовля — 14,5 %, будівництво — 11,5 %.